# Bellaria-Igea Marina
Bellaria-Igea Marina – miejscowość i gmina we Włoszech, w regionie Emilia-Romania, w prowincji Rimini.

## Turystyka i wypoczynek
Miejscowość jest podzielona przez kanał, który tworzy 2 dzielnice: Bellaria i Igea Marina. Łączy je most. Typowo turystyczne miasto znajdujące się nad Morzem Adriatyckim w pobliżu Rimini. Znajdują się tu plaże zarówno publiczne, jak i prywatne (należą do hoteli). W centrum znajduje się duży deptak oblegany przez turystów, otoczony platanami. Znajduje się tu dużo sklepów, kawiarni i lodziarni. W miasteczku są 2 kościoły rzymskokatolickie, lunapark oraz kilka hipermarketów.

## Sport
Swoje mecze rozgrywa tutaj drużyna piłkarska A.C. Bellaria Igea Marina.

## Komunikacja
W nadmorskiej miejscowości znajduje się stacja kolejowa Bellaria, z dwoma peronami. Pociągiem z Bellarii można dojechać do Rimini lub Ferrary.

## Demografia
Według danych na styczeń roku 2012 gminę zamieszkiwało 19 531 osób a gęstość zaludnienia wynosiła 1 071,4 os./km².

## Źródła danych

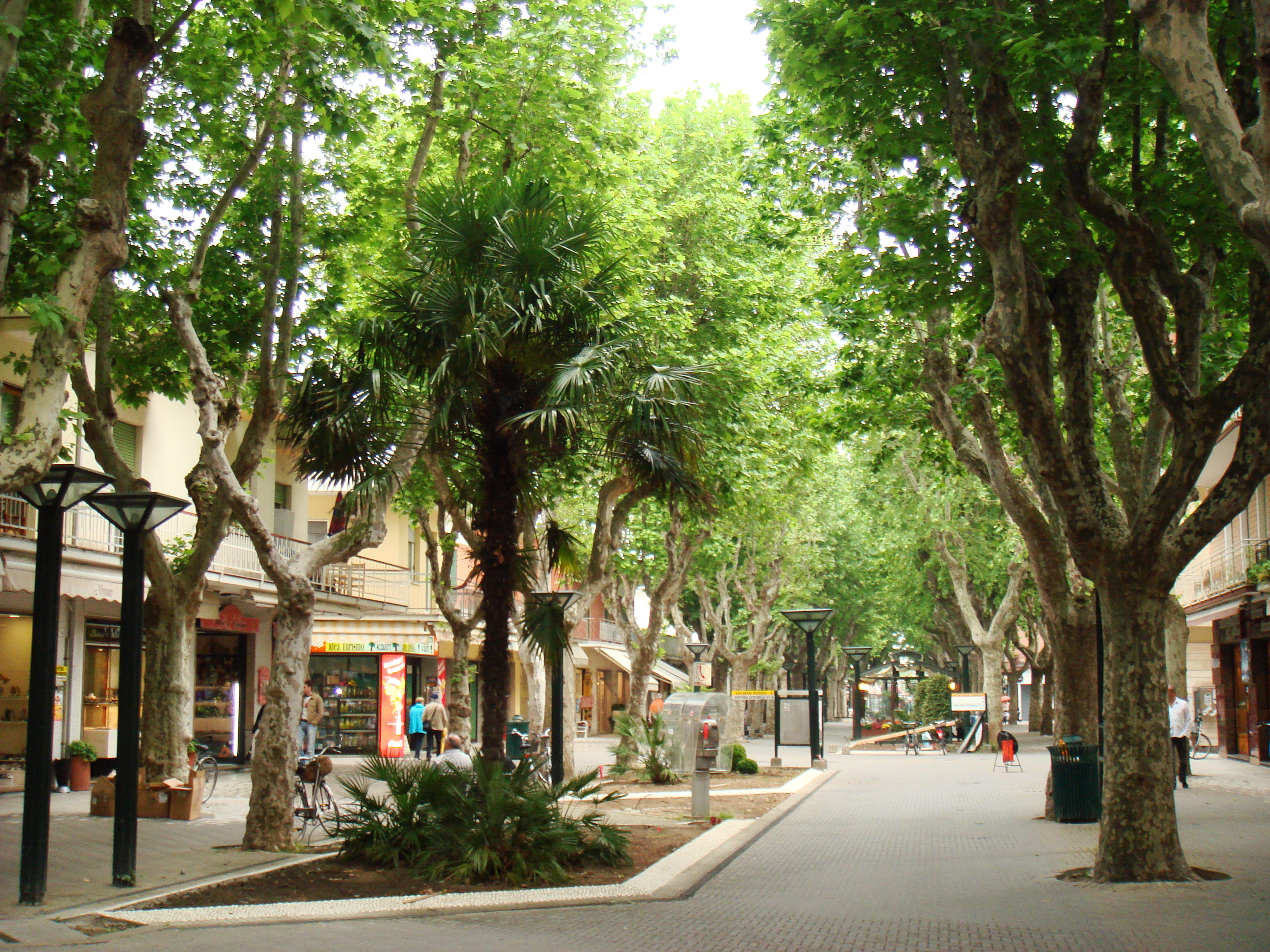
Deptak pod platanami

- Istituto Nazionale di Statistica
- Demografia prowincji Rimini. provincia.rimini.it. [zarchiwizowane z tego adresu (2013-10-29)].